# Rosszoha
A Rosszoha (oroszul: Россоха) folyó Oroszország ázsiai részén, Jakutföldön, az Alazeja bal oldali mellékfolyója.

## Földrajz
Hossza: kb. 790 km, vízgyűjtő területe: 27 300  km², évi közepes vízhozama: 38 m³/s.
Az Alazeja leghosszabb és legbővízűbb mellékfolyója. A Kolima-alföldön két folyó: balról az Arga-Jurjah (312 km), jobbról az Ilin-Jurjah (178 km; hosszabbik szülőfolyójával együtt 337 km) összefolyásával keletkezik, alig 100 m tengerszint feletti magasságban. Az alföldön végig északkelet felé kanyarogva éri el az Alazeját, 383 km-re annak torkolatától.
Vízgyűjtő területét szubarktikus éghajlat, nagyrészt erdős tundra, állandóan fagyott talaj, számtalan apró tó és mocsár jellemzi.
Télen október elejétől kb. május közepéig vagy végéig befagy, többnyire fenékig. Árvize május végétől júliusig tart. Jelentősebb mellékfolyója a Baliktah (190 km).